# Cuthbert Burbage

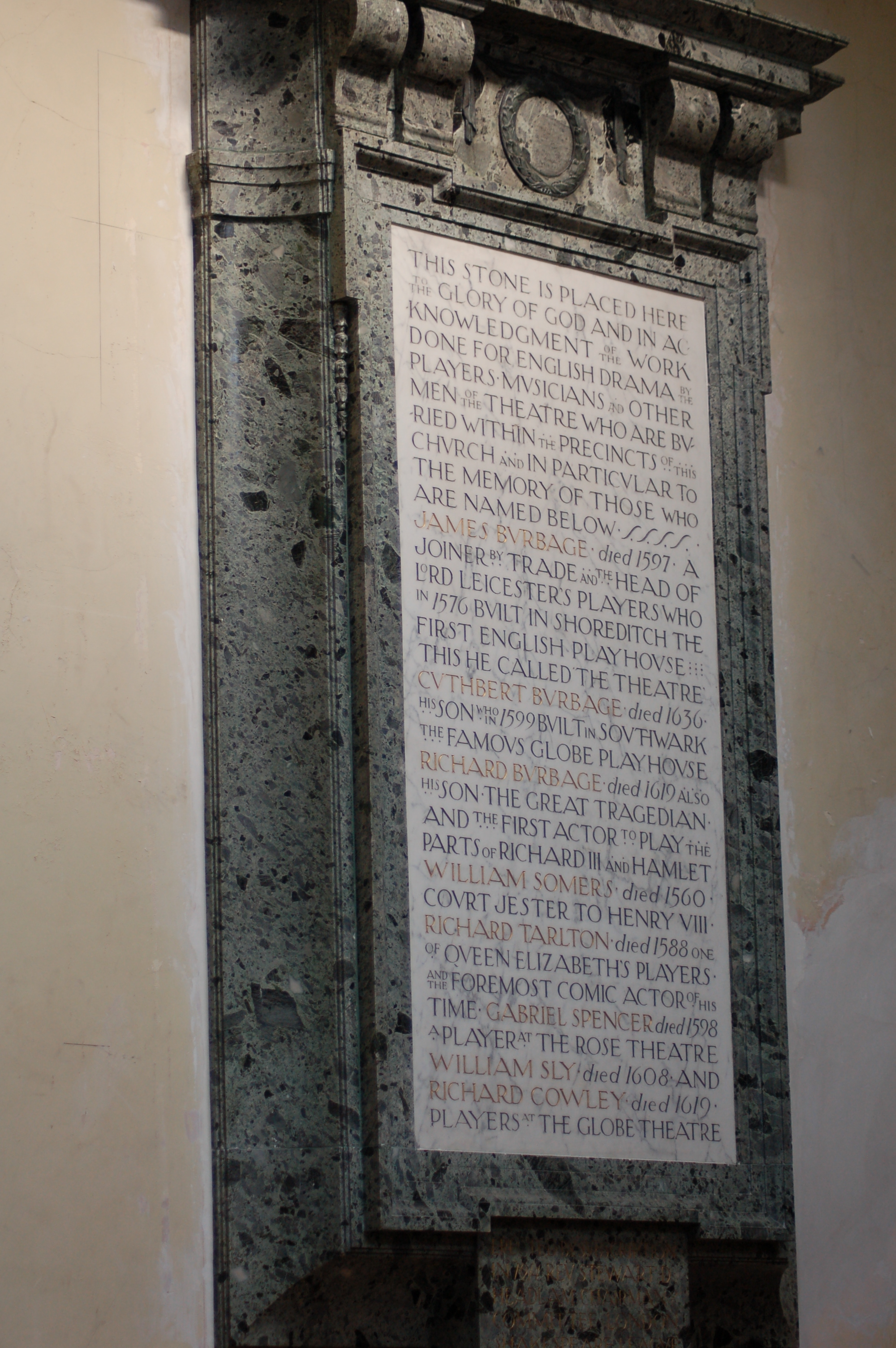
Placa conmemorativa en memoria de Cuthbert Burbage y otros enterrados en St. Leonard's, Shoreditch

Cuthbert Burbage (1566-1636) fue una figura del teatro isabelino. Hijo del empresario James Burbage y hermano mayor del famoso actor Richard Burbage, es famoso sobre todo por su decisiva intervención en la construcción del Globo. Durante cuatro décadas fue un agente significativo y soporte de la compañía de Shakespeare, Los hombres del rey.
Cuando fue adulto, se unió al negocio familiar de The Theatre en Shoreditch. En 1586, murió John Brayne, socio de su padre, y empezó una batalla legal por su parte, y también frente a John Hyde, que poseía una hipoteca sobre el teatro. En 1589, Cuthbert resolvió el tema pagando a Hyde por la hipoteca, quedando sin solucionar el tema de la viuda de John Brayne, que derivó en enfrentamientos incluso físicos.
Cuthbert se encargó de encontrar un nuevo teatro para Los hombres del lord chambelán después de expirar el arriendo del Theatre. Intentó renovar el arrendamiento, pero no lo consiguió. El contrato le daba derecho a usar la estructura de madera del Theatre, si lo hacía antes de que acabase el arrendamiento. Como no lo hizo, el arrendador Alleyn anunció su intención de quedarse con la madera. Cuthbert llegó a un acuerdo con Nicolas Brend para alquilar una franja de tierra en Maid Lane en Bankside, cerca del Teatro La Rosa de Philip Henslowe. Burbage alquiló a Peter Streete para derruir el viejo Theatre y construir uno nuevo con los materiales que pudo recuperar. En la noche del 28 de diciembre de Cuthbert, Richard, un tal William Smith "de Waltham Cross, en el condado de Hartford, caballero", Streete, y otros doce demolieron the Theater, llevaron la madera al otro lado del río Támesis. Este nuevo teatro fue el Globo, que abrió en septiembre de 1599. (Los hombres del lord chambelán, mientras tanto, parece que actuaron en el Curtain en Shoreditch).
El Globo fue sede estable de los hombres del lord chambelán y de la compañía que la sucedió: los hombres del rey, durante las siguientes cuatro décadas. Cuthbert y su hermano financiaron el nuevo local haciendo socios a cinco actores: William Shakespeare, John Heminges, Augustine Phillips, Thomas Pope, y William Kempe.